# Karlheinz Ballschmiter
Karlheinz Ballschmiter (* 20. Mai 1937 in Petershagen, Landkreis Kolberg-Körlin) ist ein deutscher analytischer Chemiker, der vor allem über die Analytik von organischen Schadstoffen wie polychlorierten Biphenylen, Dioxinen, (chlororganischen) Pestiziden und deren weltweite Verbreitung und Verteilung geforscht hat. Von 1973 bis zu seiner Emeritierung 2005 forschte und lehrte Ballschmiter an der Universität Ulm. Kollegen sprechen von einer „Ulmer Schule der Analytik“.

## Leben
Ballschmiter besuchte in Kolberg/Pommern, Tempelburg/Pommern, Oster-Ohrstedt in Schleswig-Holstein und Siegen die Schule. Am Städtischen Gymnasium in Siegen absolvierte er das Abitur. 1957 begann er ein Studium der Chemie an der Universität Mainz, in dem er von der Studienstiftung des Deutschen Volkes gefördert wurde. Seine Promotionsarbeit, die er zwischen 1963 und 1966 bei Professor Günther Tölg anfertigte, behandelte den Metabolismus des Insektizids Thiodan. Für diese Dissertation erhielt er 1966 den Preis für die beste Doktorarbeit des Landes Rheinland-Pfalz. Als Postdoktorand verbrachte er zwei Jahre am Argonne National Laboratory in Chicago. 1971 habilitierte er sich als Stipendiat der Deutschen Forschungsgemeinschaft für das Fach Analytische Chemie wieder in Mainz. Thema der Habilitation waren Chelate und ihre Anwendung für anorganische Mikro- und Spurenanalyse. 1973 wechselte er an die Universität Ulm, wo er Ordinarius für Analytische Chemie und Umweltchemie wurde und bis zu seiner Emeritierung blieb.
1980 identifizierte er gemeinsam mit M. Zell erstmals fast alle 209 Kongenere der polychlorierten Biphenyle (PCB) und schlug eine struktur-systematische Nomenklatur für die PCB vor, die seitdem nach dieser „Ballschmiter/Zell-Nomenklatur“ (BZ-Nomenklatur) benannt werden.
Neben zahlreichen wissenschaftlichen Einzelpublikationen verfasste er gemeinsam mit Reiner Bacher eine Monografie über die Analytik und Chemie der Dioxine.
Ballschmiter war in zahlreichen wissenschaftlichen, aber auch nichtwissenschaftlichen Gremien engagiert: An der Universität Ulm war er über viele Jahre Prodekan und Dekan der Fakultät für Naturwissenschaften; er war Mitglied des Senats und Vorsitzender des Prüfungsausschusses Chemie. Er wirkte außerdem im Forschungsbeirat des Landes Baden-Württemberg mit, war Fachgutachter der Deutschen Forschungsgemeinschaft für den Bereich Analytische Chemie und im Vorstand der Akademie für Technikfolgenabschätzung in Stuttgart aktiv. In der Gesellschaft Deutscher Chemiker (GDCh) war er Vorsitzender der Fachgruppe Analytische Chemie. Von 1975 bis 1991 war Ballschmiter kommunalpolitisch als Ortschaftsrat des Ulmer Stadtteils Mähringen tätig, wo er mit seiner Familie seit 1973 wohnt.

## Preise
- 1990: Philip Morris Forschungspreis
- 1990: Fresenius-Preis für Analytische Chemie der Gesellschaft Deutscher Chemiker
- 2015: „Career Award“, Ehrenpreis der European Association for Chemical and Molecular Sciences (EuCheMS) für sein wissenschaftliches Lebenswerk[2]
- 2017: Clemens-Winkler-Medaille

## Veröffentlichungen (Auswahl)
- (Buch gemeinsam mit Reiner Bacher): Dioxine : Chemie, Analytik, Vorkommen, Umweltverhalten und Toxikologie der halogenierten Dibenzo-p-dioxine und Dibenzofurane, Weinheim ; New York, Basel, Cambridge, Tokyo : VCH, 1996, ISBN 3-527-28768-X.
- Persistent, ecotoxic, and bioaccumulative compounds and their possible environmental effects in: Pure & Applied Chemistry, Vol. 68, No. 9, pp. 1771–1780, 1996.
- Transport und Verbleib organischer Verbindungen  im globalen Rahmen, in: Angewandte Chemie Vol. 104 (1992) S. 501–528.
- Polychlorbiphenyle: Chemie, Analytik und Umweltchemie, in: Analytiker-Taschenbuch, Springer-Verlag 1987, Bd. 7, 393–432.
- K. Ballschmiter, M.Zell: Analysis of Polychlorinated Biphenyls (PCB) by Glass Capillary Gas Chromatography, in: Fresenius Zeitschrift für Analytische Chemie 1980, 302, 20–31 (enthält die BZ-Nomenklatur).

Baseline Studies of the Global Pollution:
- Nr. 1: Ballschmiter, K.; Zell, M.: Baseline Studies of the Global Pollution. I. Occurrence of Organohalogens in Pristine European and Antarctic Aquatic Environments In: International Journal of Environmental Analytical Chemistry. 1980, 8, 15–35.
- Nr. 17: Schreitmüller, J.; Ballschmiter, K.: Studies of Global Baseline Pollution. XVII. Levels of Polychlorinated Biphenyls in the Lower Troposphere of the North- and South-Atlantic Ocean, Fresenius J. Anal. Chem. 1994, 348, 226–239.